# Stichopogon dubiosus
Stichopogon dubiosus är en tvåvingeart som beskrevs av Villeneuve 1920. Stichopogon dubiosus ingår i släktet Stichopogon och familjen rovflugor. Inga underarter finns listade i Catalogue of Life.